# Romyverleihung 2010

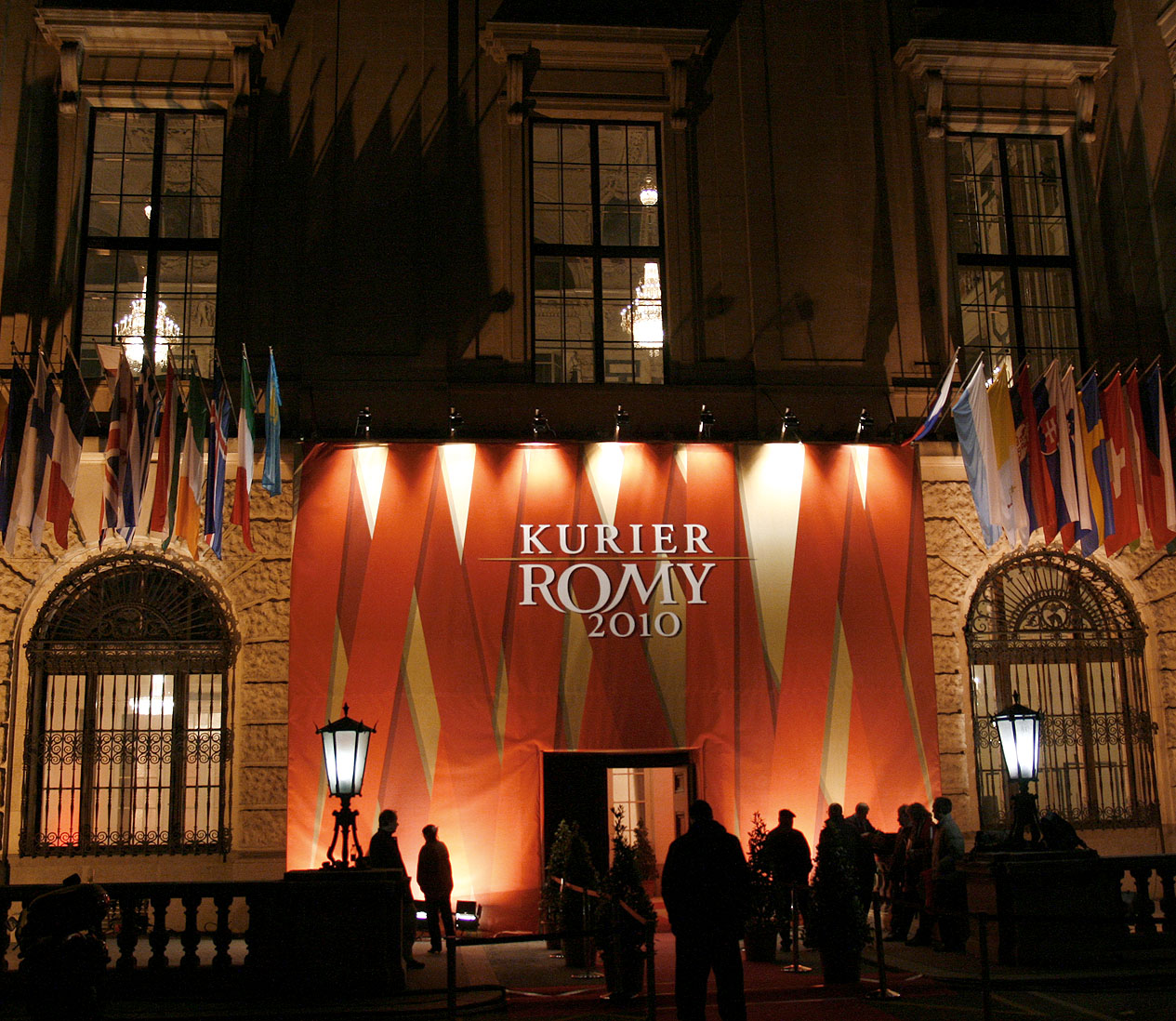
Entrée der Romy-Verleihung 2010

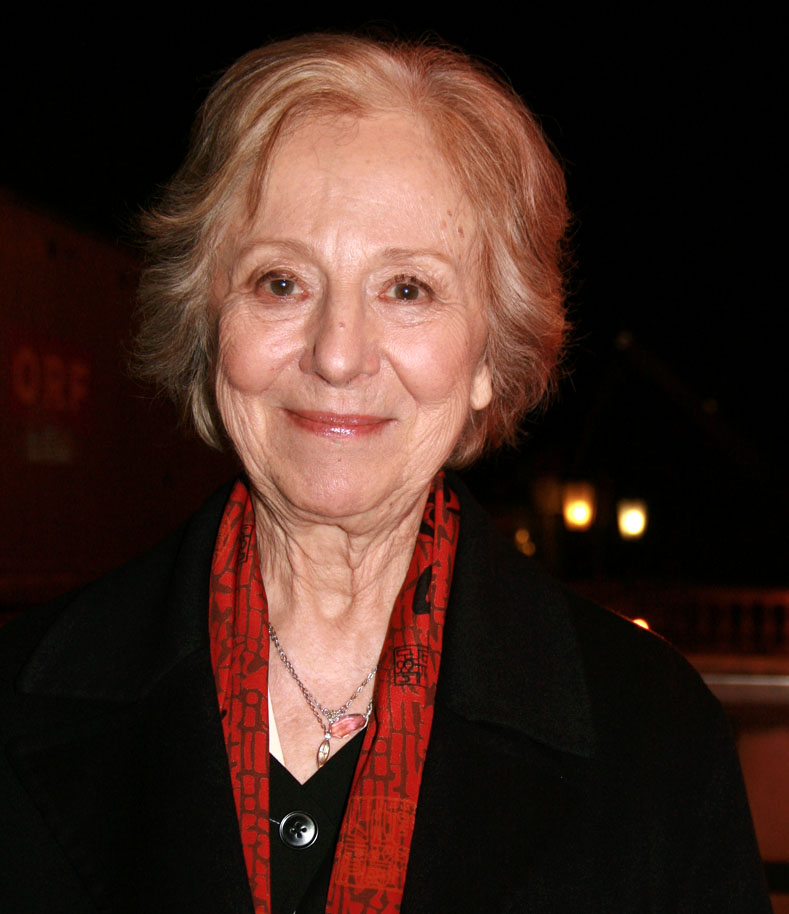
Bibiana Zeller

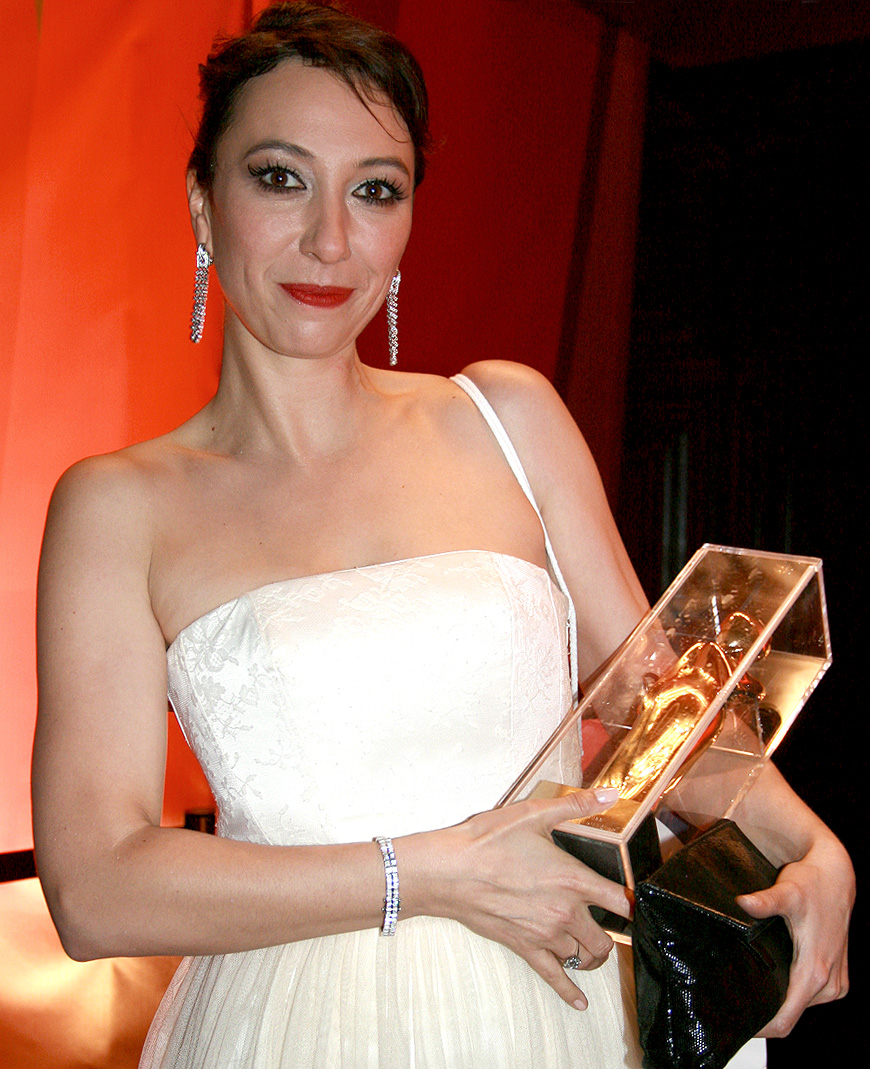
Ursula Strauss

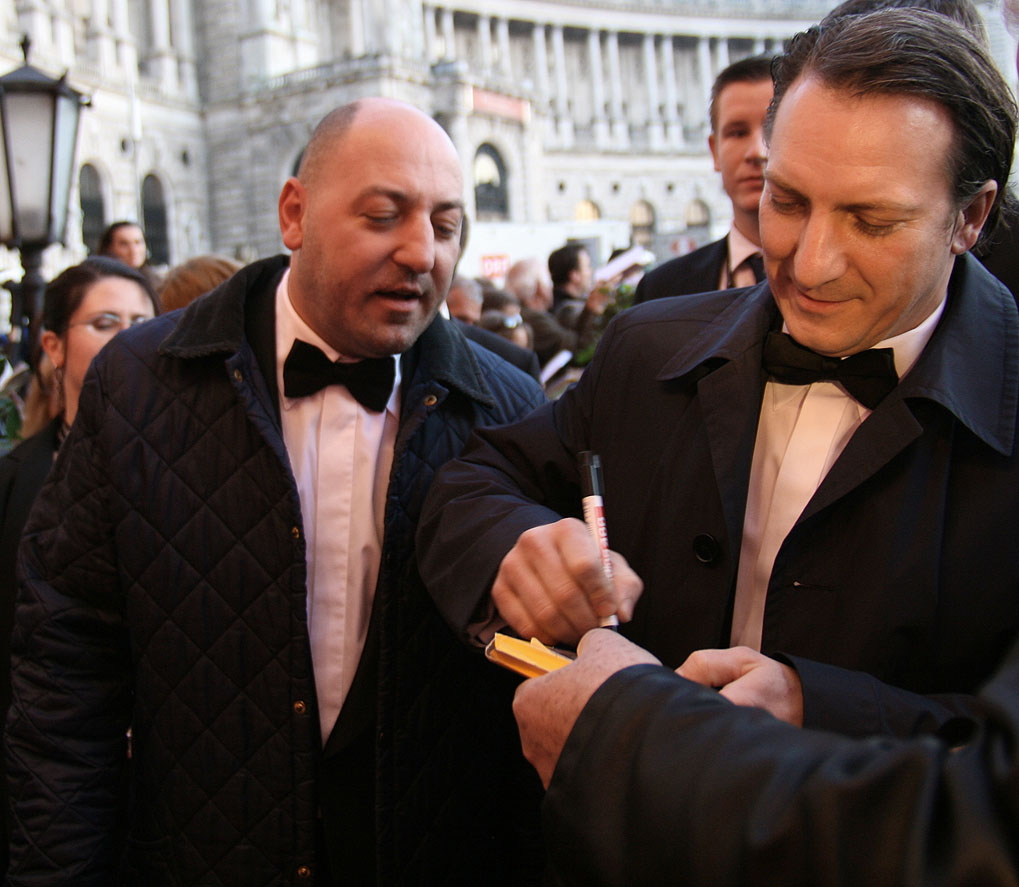
Rudolf Roubinek und Robert Palfrader

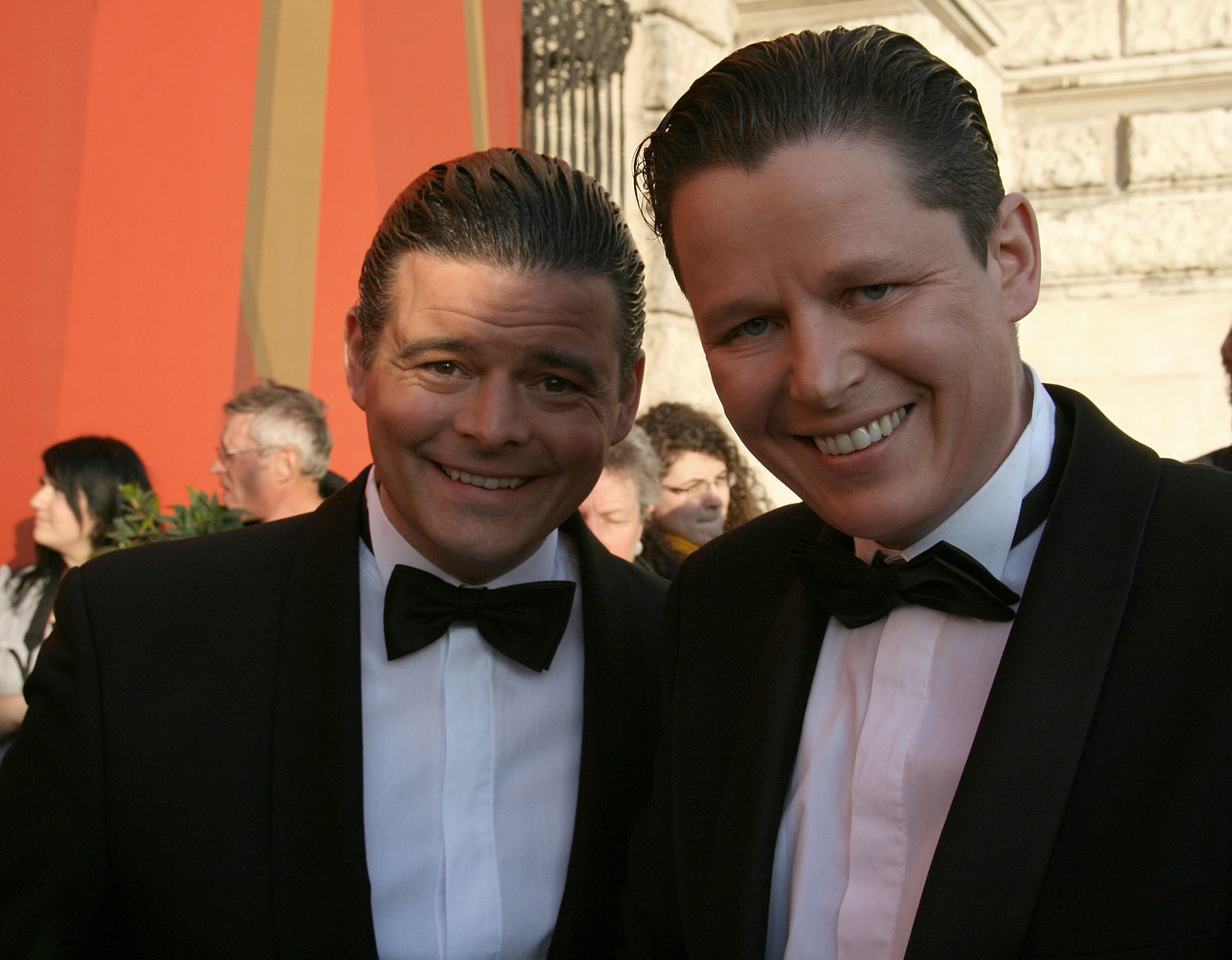
Andreas Wojta und Alexander Fankhauser

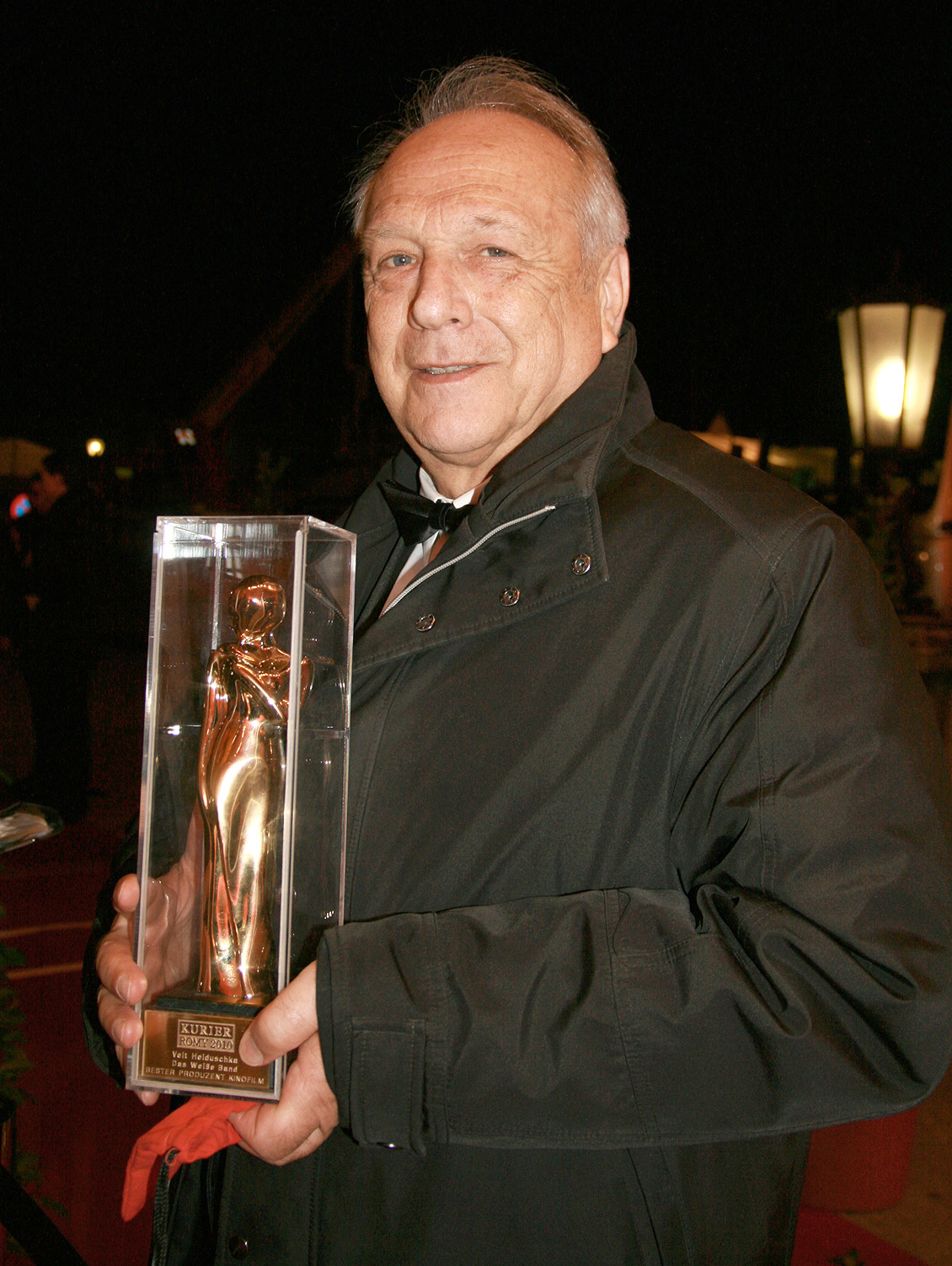
Veit Heiduschka

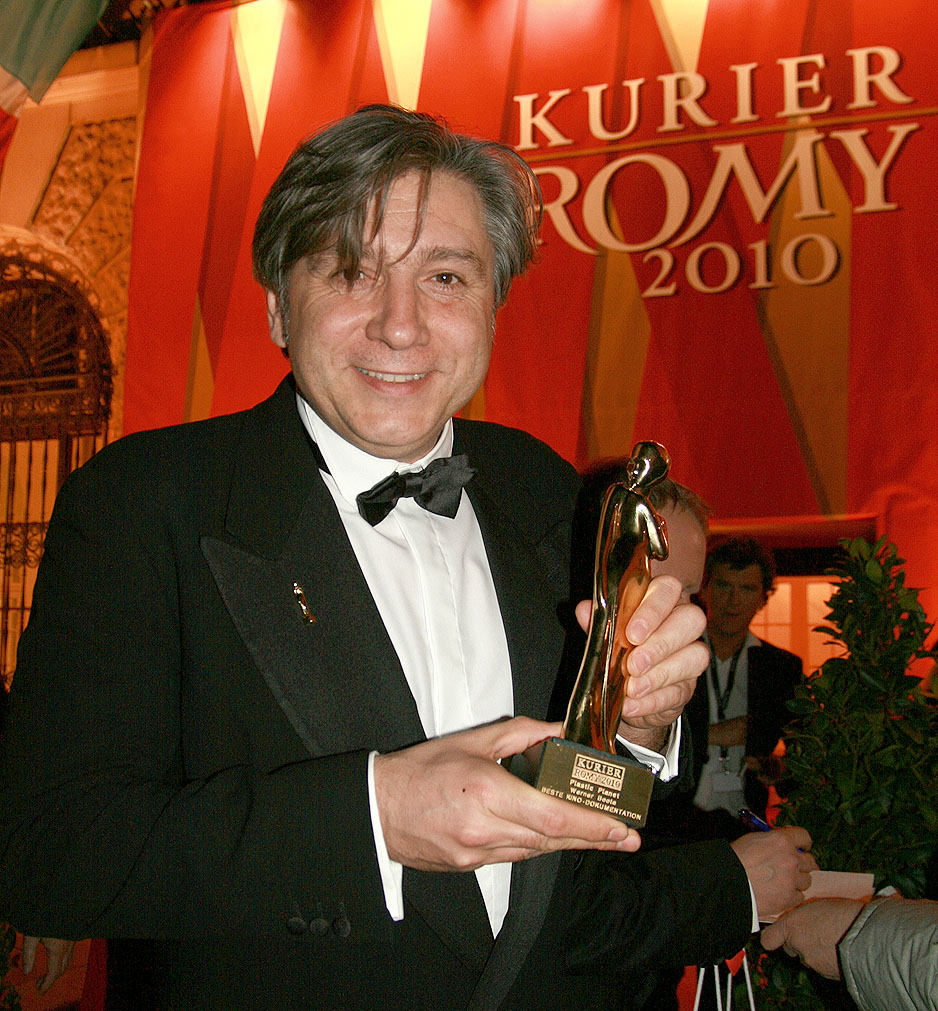
Werner Boote

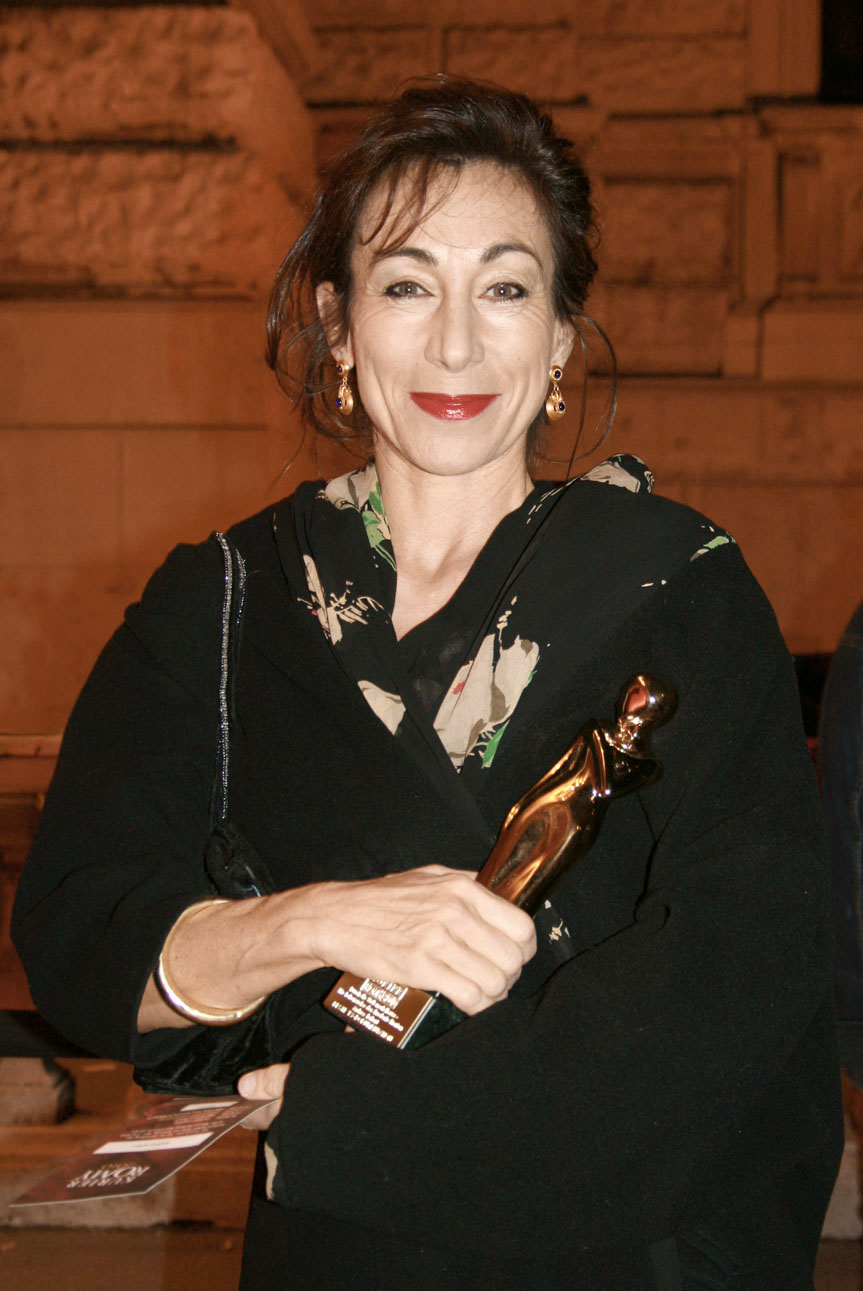
Andrea Eckert

Die Romyverleihung 2010 fand am 17. April 2010 in der Wiener Hofburg statt. Die Romy wurde zum einundzwanzigsten Mal verliehen.
Erstmals wurden die Preisträger in den Kategorien „Bestes Drehbuch Kinofilm“, „Bestes Buch TV-Film“, „Beste Kamera TV-Film“, „Beste TV-Dokumentation“ und „Beste Kino-Dokumentation“ durch die neu gegründete ROMY-Akademie, der alle 259 bisherigen Romy-Preisträger angehören, gewählt. Eine Vorjury bestehend aus den Journalisten Rudolf John (Kurier, Jury-Vorsitz), Angelika Hager (Kurier-Freizeit und profil), Frido Hütter (Kleine Zeitung), Thomas Jorda (NÖN), Susanne Rössler (Kurier) und
Hadubrand Schreibershofen (tv-media) erstellte dazu in jeder Kategorie einen Dreiervorschlag, aus dem die Akademie-Mitglieder die Gewinner wählten.

## Moderation
Klaus Eberhartinger

## Sieger und Nominierte
| Kategorie                                                        | Preisträger                                            | weitere Nominierte                                                                  |
| ---------------------------------------------------------------- | ------------------------------------------------------ | ----------------------------------------------------------------------------------- |
| Beliebteste Schauspielerin präsentiert von August Zirner         | Bibiana Zeller                                         | Sunnyi Melles Birgit Minichmayr Anna Maria Mühe Julia Stemberger Aglaia Szyszkowitz |
| Beliebtester Schauspieler präsentiert von Anica Dobra            | Christoph Waltz                                        | Josef Bierbichler Josef Hader Fritz Karl Sebastian Koch Ulrich Tukur                |
| Beliebteste/r Moderator/in präsentiert von Ann Mandrella         | Dominic Heinzl (3. Romy)                               | Waltraud Langer Norbert Oberhauser Volker Piesczek Johanna Setzer Gabi Waldner      |
| Beliebteste/r Show Entertainer/in präsentiert von Alexandra Kamp | Andreas Wojta & Alexander Fankhauser                   | Maggie Entenfellner Doris Golpashin Alfons Haider Katrin Lampe Kai Pflaume          |
| Beliebteste/r Seriendarsteller/in präsentiert von Olivia Wilde   | Ursula Strauss                                         | Diana Amft Henry Hübchen Lilian Klebow Jan Josef Liefers Reinhard Nowak             |
| Beliebtester Comedian präsentiert von Marion Petric              | Robert Palfrader (3. Romy) & Rudolf Roubinek (2. Romy) | Anke Engelke Bully Herbig Hape Kerkeling Stermann & Grissemann Andreas Vitasek      |

| Kategorie                   | Preisträger                                                                                          |
| --------------------------- | --- |
| Bester Kinofilm             | Das weiße Band                                                                                       |
| Bester Produzent – Kinofilm | Veit Heiduschka (2. Romy) und Michael Katz für Das weiße Band                                        |
| Beste Regie – Kinofilm      | Michael Haneke (2. Romy) für Das weiße Band                                                          |
| Beste Kamera – Kinofilm     | Christian Berger für Das weiße Band                                                                  |
| Bestes Drehbuch – Kinofilm  | Wolf Haas, Josef Hader und Wolfgang Murnberger (5. Romy) für Der Knochenmann                         |
| Beste Kino-Dokumentation    | Werner Boote für Plastic Planet                                                                      |
| Bester TV-Film              | Geliebter Johann Geliebte Anna                                                                       |
| Bester Produzent – TV-Film  | Dieter Pochlatko (2. Romy) für Geliebter Johann Geliebte Anna                                        |
| Beste Regie – TV-Film       | Julian Pölsler (2. Romy) für Geliebter Johann Geliebte Anna                                          |
| Beste Kamera TV-Film        | Martin Gschlacht für Geliebter Johann Geliebte Anna                                                  |
| Bestes Drehbuch – TV-Film   | Uli Brée (2. Romy) für Live Is Life – Die Spätzünder                                                 |
| Beste TV-Dokumentation      | Andrea Eckert und Markus Fischer für Durch die Welt nach Hause – Die Lebensreise des Frederic Morton |
| Shootingstars               | David Kross und Cristiana Capotondi                                                                  |

| Kategorie                                              | Preisträger                     |
| ------------------------------------------------------ | ------------------------------- |
| Platin-Romy für das Lebenswerk präsentiert von Campino | Klaus Maria Brandauer (2. Romy) |

## Sonstiges
Beeinträchtigt durch die Luftraumsperren bedingt den Vulkanausbruch des Eyjafjallajökull konnten zahlreiche Gäste und Preisträger der Verleihung nicht beiwohnen. So konnte Michael Haneke seinen Preis nicht persönlich in Empfang nehmen. Auch die Romy in Platin an Klaus Maria Brandauer konnte nicht verliehen werden und soll später nachgeholt werden.